# Seyitaliler, Kandıra
Seyitaliler là một xã thuộc huyện Kandıra, tỉnh Kocaeli, Thổ Nhĩ Kỳ. Dân số thời điểm năm 2010 là 523 người.